# Benjamín Negroe

Benjamín Negroe (Campeche, 1888 - 1918) Periodista. Cursó sus estudios en el Liceo Carmelita. Obtuvo el título de bachiller en 1905 y el de maestro en 1911, en la Ciudad de México Simpatizante del movimiento revolucionario. En 1912 trabajó como redactor del periódico El Escolar Campechano. Ese mismo año asistió con la representación estatal al Congreso de Educación Primaria, realizado en Jalapa, Veracruz. En 1913 ocupó el cargo de inspector general de Instrucción Rudimentaria, en Tabasco y Campeche. Fue director de la Escuela Normal. Diputado por Campeche en la legislatura local; durante su desempeño el 30 de junio de 1917 se firmó la Constitución Política del estado, siendo él uno de los firmantes. Fue También inspector de la policía y jefe de la policía secreta del gobernador Gral. Joaquín Mucel A.. Esta corporación se encargaba de amedrendtar a quienes se manifestaban en contra del gobierno local. El 24 de agosto de 1913 publicó un artículo titulado Prof. Don Juan Bautista Flota en la Revista de Yucatán en Campeche.